# Institut für Byzantinistik und Neogräzistik der Universität Wien
Das Institut für Byzantinistik und Neogräzistik der Universität Wien ist neben dem Institut für Byzanzforschung der Österreichischen Akademie der Wissenschaften und der Österreichischen Byzantinischen Gesellschaft die wichtigste Forschungseinrichtung für mittel- und neugriechische Studien in Österreich. Die Fachbibliothek des Instituts stellt die größte und umfassendste ihrer Art in Österreich dar. Organisatorisch ist das Institut Teil der Historisch-Kulturwissenschaftlichen Fakultät der Universität Wien; die Studien im Bereich Byzantinistik und Neogräzistik werden (gemeinsam mit weiteren Studien) von der Studienprogrammleitung Altertumswissenschaften der Universität Wien betreut.

## Geschichte
Die Geschichte der akademischen Forschung auf dem Gebiet der Byzantinistik in Österreich ist relativ kurz. 1949 wurde die Österreichische Byzantinische Gesellschaft gegründet. Das universitäre Institut wurde 1962 unter dem Namen Lehrkanzel für Byzantinistik begründet. Erster Inhaber des Lehrstuhls war der österreichische Byzantinist Herbert Hunger, ihm folgte sein Schüler Johannes Koder; seit 2010 hat Claudia Rapp die Professur inne. Der Standort war zunächst in der Hanuschgasse, 1975 erfolgte die Übersiedlung zum heutigen Standort im Gebäude der Alten Universität in der Postgasse. 1978 wurde der Name in Institut für Byzantinistik und Neogräzistik abgeändert, um der Bedeutung der neugriechischen Studien Ausdruck zu verleihen, die der außerplanmäßige Professor Polychronis Enepekides, seit 1974 Leiter der neogräzistischen Abteilung, am Institut seit 1960 betrieb. Erster Ordinarius für Neogräzistik wurde im Jahr 1982 Gunnar Hering. Nach seinem Tod 1994 blieb der Lehrstuhl für Neogräzistik für einige Jahre unbesetzt, bis Maria Stassinopoulou im Jahr 2002 berufen wurde. Das Institut ist gemeinsam mit dem Institut für Byzanzforschung der Österreichischen Akademie der Wissenschaften Herausgeber des Jahrbuch der Österreichischen Byzantinistik (JÖB, 1951ff.), neben der Byzantinischen Zeitschrift (1892ff.) die wichtigste deutschsprachige Fachpublikation.

## Forschung und Lehre
Das Institut ist schwerpunktmäßig auf die historische Erforschung des Byzantinischen Reichs, weiters der der griechischen Kultur und Diaspora seit 1453, insbesondere auf die Erforschung der Geschichte der griechischen Gemeinde in Wien und auf die Geschichte des modernen Griechenlands ausgerichtet. Auf dem philologischen Gebiet konzentriert sich die Forschung auf das mittelalterliche (byzantinische) Griechisch, daneben werden in einem 4-semestrigen Kursus auch Kenntnisse des modernen Griechisch vermittelt. Seit den 1990er Jahren werden Materialien zur Geschichte des griechischen Filmschaffens zwischen 1944 (Ende der deutschen Besatzung) und 1974 (Ende der Militärdiktatur) gesammelt.